# Paul Ludewig
Paul Berthold August Ludewig (* 15. April 1885 in Göttingen; † 10. Juli 1927 in Freiberg) war ein deutscher Physiker.

## Leben
Ludewig besuchte in seiner Heimatstadt die Elementarschule und das Gymnasium, wo er 1903 die Reifeprüfung ablegte. Danach studierte er Mathematik und Physik an den Universitäten in Göttingen, München und Berlin. Im Jahr 1907 promovierte er an der Georg-August-Universität Göttingen, danach arbeitete er als Assistent am Elektrotechnischen Institut in Karlsruhe. Von 1908 bis 1910 wirkte er als Assistent am Elektrotechnischen Institut in Frankfurt am Main und von 1910 bis 1911 am Physikalischen Institut der Universität Göttingen.
Am 1. Oktober 1912 kam er an die Bergakademie Freiberg, wo er zunächst als Assistent am Institut für Physik und Elektrotechnik arbeitete. Nach seiner Habilitation am 1. März 1913 wurde er Privatdozent für Reine und Angewandte Physik. 1914 unterzeichnete er die Erklärung der Hochschullehrer des Deutschen Reiches und diente als Kriegsfreiwilliger für kurze Zeit als Funker beim Telegraphen-Bataillon in Kaditz.
1916 kehrte er nach Freiberg zurück. Er wurde zum außerordentlichen Professor ernannt und mit der Leitung des Instituts für Radiumkunde beauftragt. Vom Dezember 1916 bis November 1918 wurde er von der Bergakademie beurlaubt, um einer freiwilligen Tätigkeit als wissenschaftlicher Mitarbeiter bei der Torpedoinspektion Kiel nachzugehen.
Im Jahr 1921 organisierte er in Freiberg einen Internationalen Radiumkongress zur Schaffung einheitlicher Grundsätze für die Aktivitätsmessungen von Quellwässern, an dem neben Vertretern der sächsischen Regierung und des Sächsischen Bergamts u. a. auch Hans Geiger, Otto Hahn und Lise Meitner teilnahmen. Sein Vorschlag, das Eman als Einheit zur Messung von Radioaktivität zu verwenden, wurde angenommen.
Paul Ludewig arbeitete bis zum Januar 1927 an der Bergakademie. Er starb am 10. Juli 1927 nach längerer schwerer Krankheit im Alter von 42 Jahren in Freiberg.

## Veröffentlichungen (Auswahl)
- Über die sogenannten elektrolytischen Stromunterbrecher. Dissertation, 1907
- Die elektrischen Bedingungen beim Übergang vom Bogen- zum Funken-spektrum. Habilitationsschrift, 1913
- Die drahtlose Telegraphie im Dienste der Luftfahrt. Meusser Berlin, 1914
- Radioaktivität. de Gruyter Berlin, 1921
- Die Freiberger Beschlüsse zur Vereinheitlichung der Meßweise radioaktiver Quellen. In: Strahlentherapie. 13/1921, S. 163–173
- Die physikalischen Grundlagen des Betriebes von Röntgenröhren mit dem Introduktorium. Urban & Schwarzenberg Berlin, 1923